# NGC 4906
NGC 4906 est une petite galaxie elliptique située dans la constellation de la Chevelure de Bérénice. Sa vitesse par rapport au fond diffus cosmologique est de 7 789 ± 20 km/s, ce qui correspond à une distance de Hubble de 114,9 ± 7,6 Mpc (∼375 millions d'al). NGC 4906 a été découverte par l'astronome prussien Heinrich Louis d'Arrest en 1864.

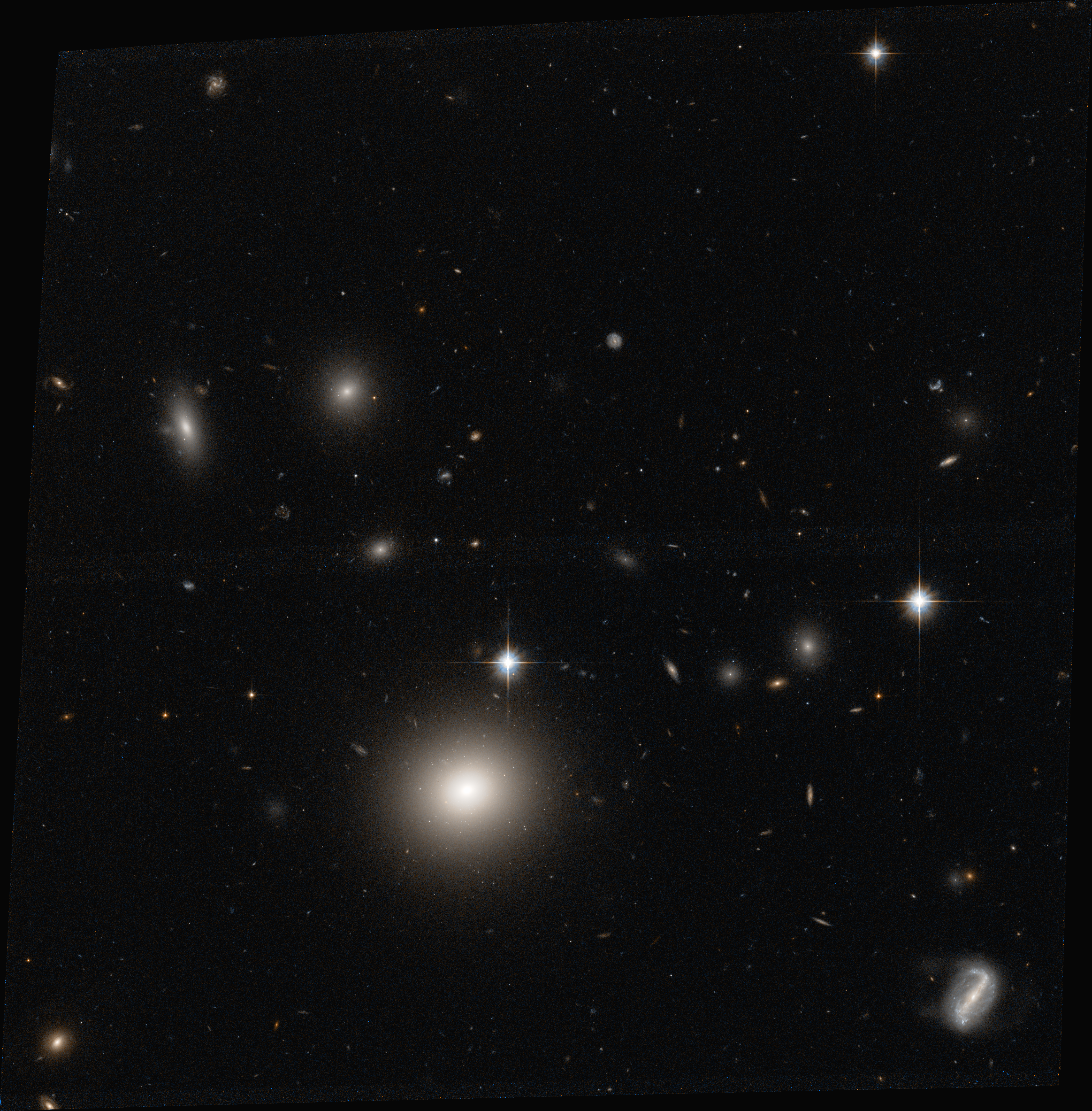
La galaxie NGC 4906 au bas de l'image captée par le télescope spatial Hubble.

À ce jour, 11 mesures non basées sur le décalage vers le rouge (redshift) donnent une distance de 101,709 ± 22,506 Mpc (∼332 millions d'al), ce qui est à l'intérieur des valeurs de la distance de Hubble. Notons cependant que c'est avec la valeur moyenne des mesures indépendantes, lorsqu'elles existent, que la base de données NASA/IPAC calcule le diamètre d'une galaxie et qu'en conséquence le diamètre de NGC 4906 pourrait être d'environ 8,57 kpc (∼28 000 al) si on utilisait la distance de Hubble pour le calculer.
La désignation DRCG 27-118 est utilisée par Wolfgang Steinicke pour indiquer que cette galaxie figure au catalogue des amas galactiques d'Alan Dressler. Les nombres 27 et 118 indiquent respectivement que c'est le 27e amas de la liste, soit Abell 1656 (l'amas de la Chevelure de Bérénice), et la 118e galaxie de cet amas. Cette même galaxie est aussi désignée par ABELL 1656:[D80] 118 par la base de données NASA/IPAC, ce qui est équivalent. Dressler indique que NGC 4906 est une galaxie elliptique de type E.

## Supernova
La supernova SN 2012O a été découverte le 18 janvier 2012 par une équipe d'astronomes dans le cadre du programme ROTSE (Robotic Optical Transient Search Experiment (en)). Cette supernova était de type Ia.

## Quelques galaxies d'Abell 1656 dans la région

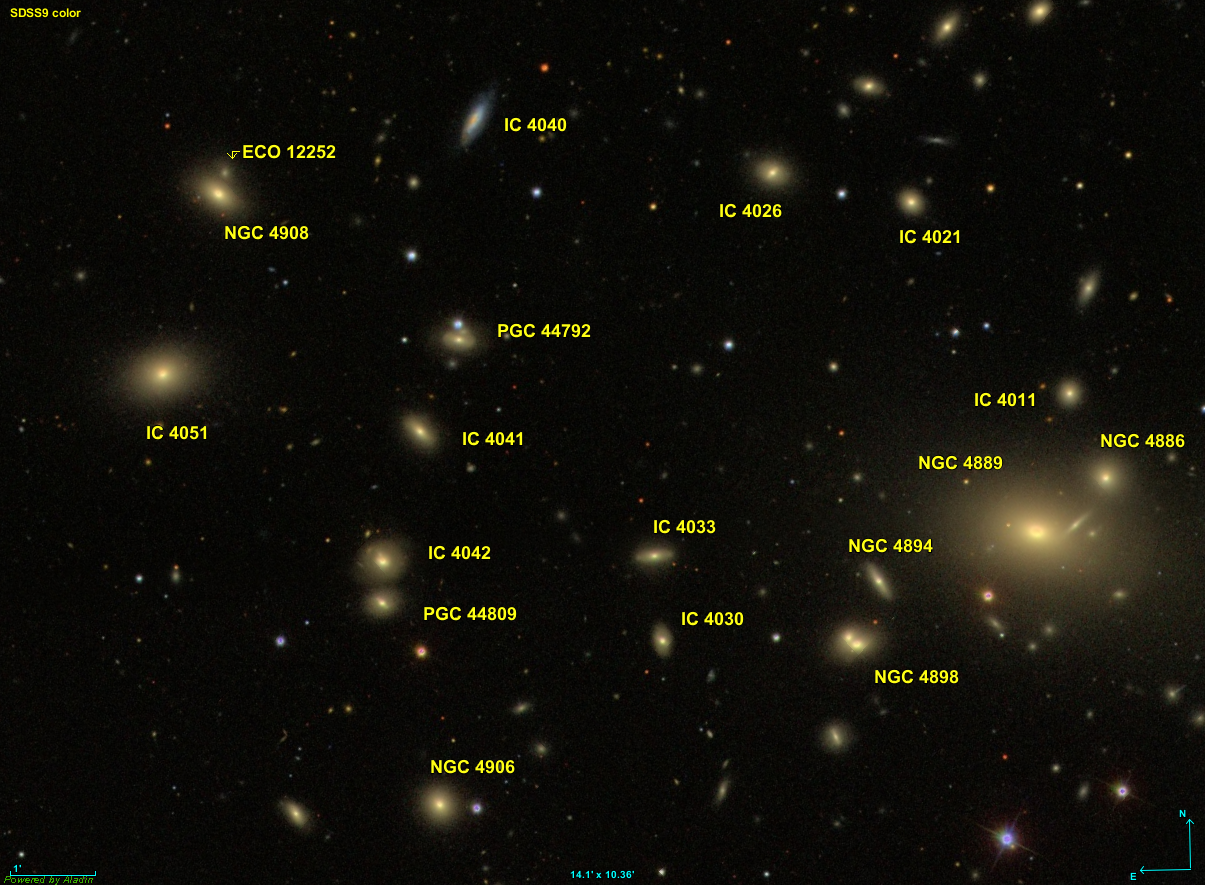
Quelques galaxies de l'amas de la Chevelure de Bérénice dans la région de NGC 4906.

Comme le montre l'image obtenue des données du relevé SDSS, plusieurs galaxies voisines de NGC 4906 font partie de l'amas de la Chevelure de Bérénice. Sur cette image, seule NGC 4899 n'en fait pas partie. Toutes les autres galaxies apparaissent au catalogue de Dressler. Le tableau ci-dessous indique la correspondance entre les désignations courantes et les désignations employées par Dressler.
| Designation | DRCG                 |
| ----------- | -------------------- |
| IC 4011     | 27-150               |
| IC 4021     | 27-152               |
| IC 4026     | 27-170               |
| IC 4030     | 27-119               |
| IC 4040     | 27-169               |
| IC 4041     | 27-145               |
| IC 4042     | 27-144               |
| IC 4051     | 27-167               |
| NGC 4886    | 27-151               |
| NGC 4894    | 27-122               |
| NGC 4898    | 27-122               |
| NGC 4906    | 27-118               |
| PGC 44792   | ABELL 1656:[D80] 47  |
| PGC 44809   | ABELL 1656:[D80] 53  |
| ECO 12252   | ABELL 1656:[D80] 133 |